# Tulbaghia nutans
Tulbaghia nutans är en amaryllisväxtart som beskrevs av Vosa. Tulbaghia nutans ingår i släktet Tulbaghia och familjen amaryllisväxter. Inga underarter finns listade i Catalogue of Life.